# Павел III
За вселенския патриарх с това име, вижте Павел III (патриарх)
Папа Павел III (Александър Фарнезе) е папа от 1534 до 1549 г. Привърженик на непотизма, ръкополага за кардинали двама свои племенници (на 16 и 14 години) и облагодетелства членовете на семейството си с високи постове и обширни владения. 
Води непримирима борба с Реформацията. През 1538 г. отлъчва от църквата крал Хенри VIII, който отделя Англия от римокатолицизма и я прави първата официално протестантска страна.
През 1540 г. утвърждава Ордена на йезуитите. През 1542 г. учредява в Рим Върховна свещена конгрегация на Римската и Вселенска инквизиция, начело с Джовани Пиетро Карафа, който по-късно става папа под името Павел IV. През 1545 г. подготвя и провежда Трентския събор, продължил с прекъсвания до 1563 г. на който се приема докрината на Контрареформацията срещу протестантството.